# Léo Fontan
Pour les articles homonymes, voir Fontan.
Léon Victor Fontan dit Léo Fontan, né le 23 septembre 1884 à Donchery (Ardennes), mort le 26 juin 1965 à Annecy, est un peintre, illustrateur et décorateur français.

## Biographie
Léo Fontan grandit en Touraine où son père est affecté, il demeure alors chez ses parents 10 rue du Rocher à Tours. Il suit les cours de l'École supérieure des beaux-arts de Tours de 1900 à 1903, dans l'atelier de Félix Laurent et Courault, puis est admis à l'École des beaux-arts de Paris en avril 1903 dans les ateliers de Fernand Cormon en 1913, Léon Bonnat, Luc-Olivier Merson en 1906 et 1907. Il est retenu parmi les dix derniers candidats au grand prix de Rome en 1909, mais n'obtient aucun point,.
Son livret militaire en donne une description physique en 1904 : « Blond aux yeux bleus, menton rond, visage ovale, taille 1,67 mètre » et souffrant de bronchite chronique qu'il a héritée de sa mère.
Pierre Lafitte l'engage pour illustrer la première de couverture des petits livres de la série Arsène Lupin. Puis il rejoint la Librairie de l'Estampe d'Antonin Reschal où il remplace Raphael Kirchner, voire « l'imite, en dessinant des petites femmes ». Il est remarqué par Francis Carco.
Léo Fontan collabore à de nombreux journaux tels que La Vie parisienne, Le Sourire, Fantasio, et dessine quelques affiches et des décors pour les Folies Bergère. Il crée des meubles, exécute des dorures, et participe à l'Exposition des Arts décoratifs de 1925 et à la décoration de paquebots des Messageries maritimes dont l'Aramis en 1931 en compagnie de Mathurin Méheut et Yvonne Jean-Haffen. 
Durant la Seconde Guerre mondiale, il se consacre aux portraits, natures mortes et paysages, partageant son temps entre Paris, la Touraine et la Côte d'Azur. Officier de la Légion d'honneur, il reçoit quelques commandes officielles pour l'actuel Institut national de la propriété industrielle, le mess des officiers mariniers à Paris et la ville de Paris.
Il est membre de la Société des artistes français de 1911 à 1946. Il peint jusqu'à son dernier jour malgré une vue défaillante. Il meurt à la descente du train à Annecy le 26 juin 1965.
Il réside à Paris de 1904 à 1910 au no 6 de la rue de Verneuil, puis de 1910 à 1913 au no 6 rue du Cherche-Midi, de 1913 à 1922 au no 33 rue de Varennes et en 1920 au no 10 rue de Saint-Senoch, puis de 1920 à 1939 au no 7 de la rue Beethoven.

## Décors
- Décoration pour le paquebot paquebot Aramis, 1931

## Salons
- Salon des artistes français de 1911 : Portrait de Mme D… (Clémentine H. Dufau)